# Butokuden

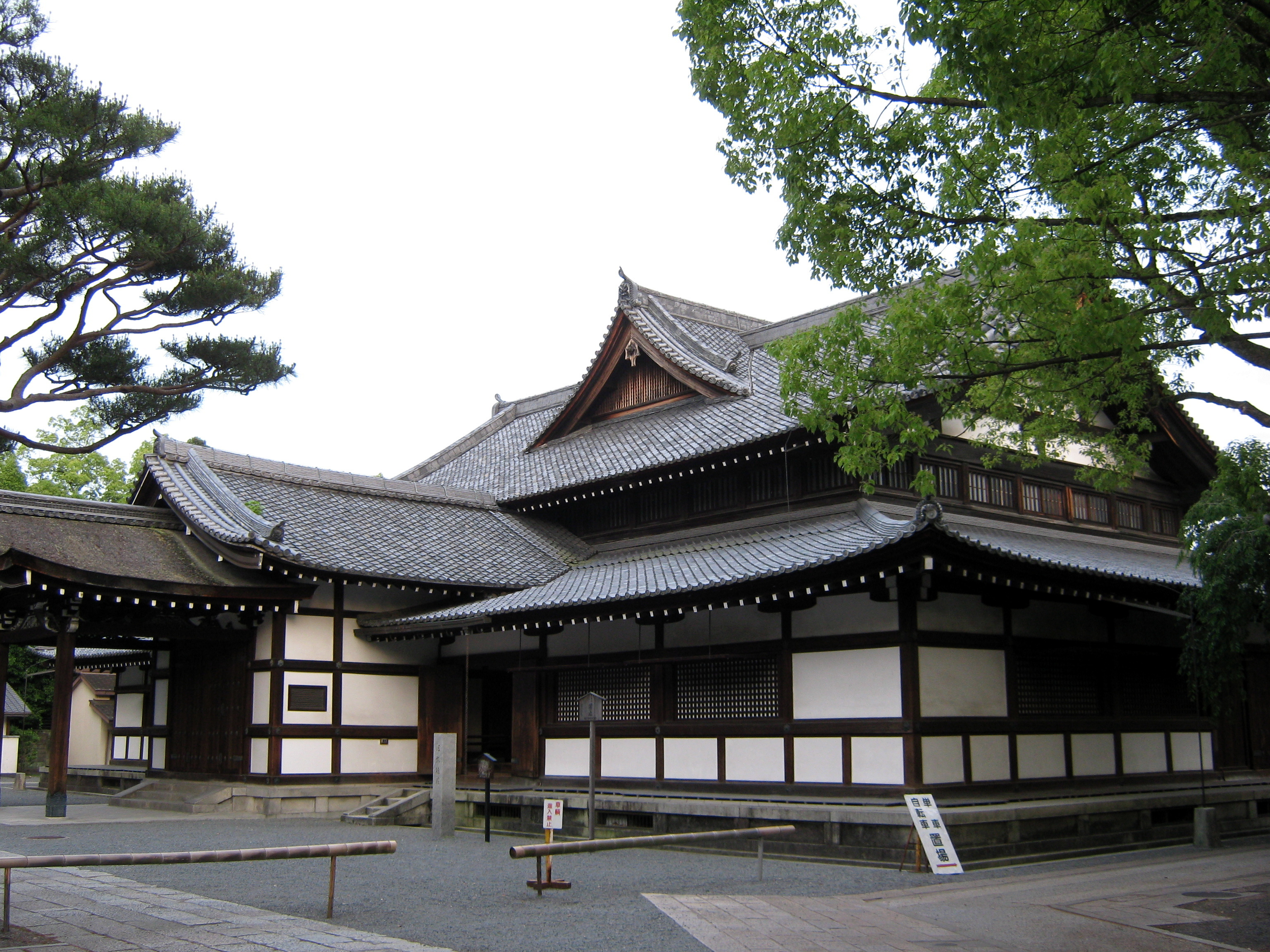
Butokuden

Die Butokuden (jap. 武徳殿, dt. „Halle der Kriegstugenden“) bezeichnet die älteste Übungsstätte der Kriegskünste in Japan.
Nachdem Kammu-tennō im Jahre 794 seine Residenz in den Heian-Palast nach Heian-kyō (Kyōto) verlegt hatte, ließ er dort eine Trainingshalle für die Kondei (damalige Bezeichnung für die neu aufkommende Kriegskaste, später Samurai) errichten, die er Butokuden nannte.
Im Jahre 1899 wurde vom Butokukai ein neuer Butokuden gebaut, der diesem lange Zeit als Trainingszentrum diente. Die Halle steht noch heute in direkter Nachbarschaft zum Heian-Schrein in Kyōto, nahe dem Kaiserlichen Palast.
1970 wurde der Butokuden zum Nationaldenkmal erklärt.